# فسفوژیپس

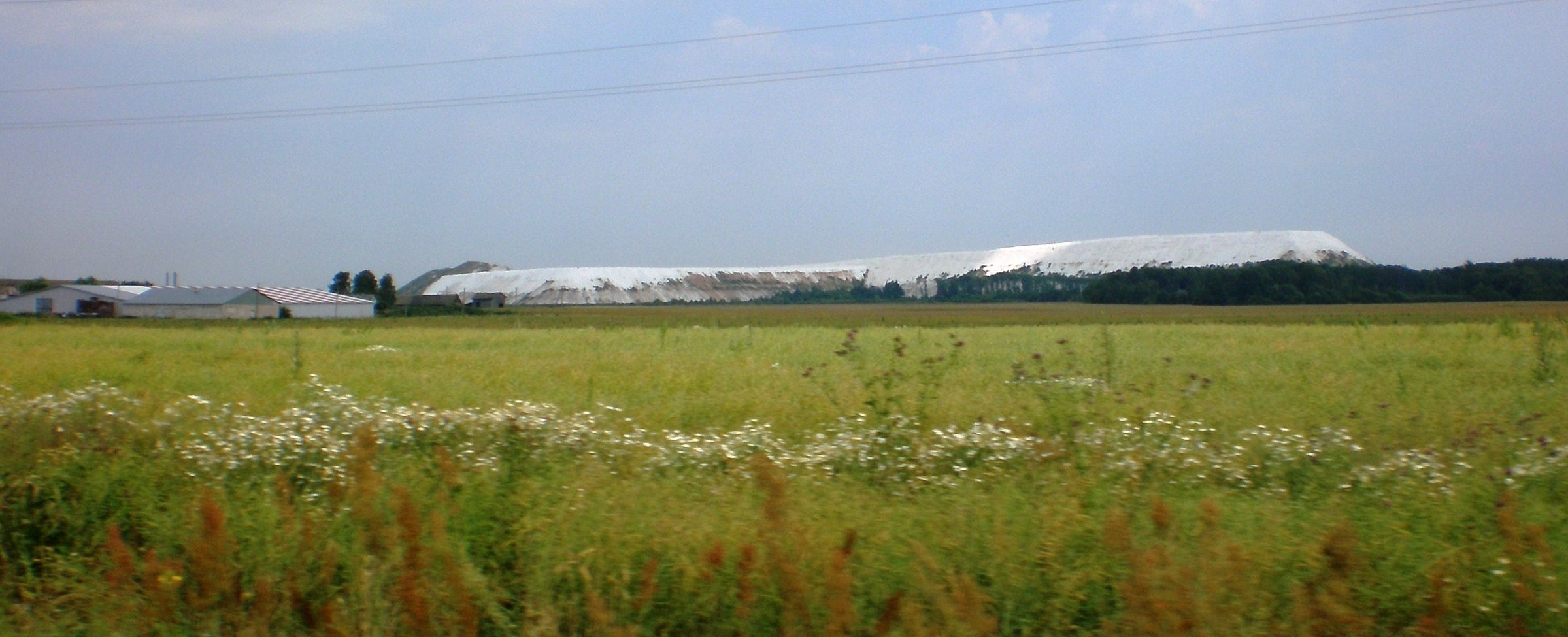
فسفوژیپسوم انباشته شده واقع در نزدیکی کداینیایی، لیتوانی

فسفوژیپس (انگلیسی: Phosphogypsum) هیدرات سولفات کلسیمی است که به عنوان محصول جانبی تولید کود، به ویژه اسید فسفریک، از سنگ فسفات تشکیل می‌شود. فسفوژیپس عمدتاً از گچ (CaSO4·2H2O) تشکیل شده است. اگرچه گچ ماده‌ای است که به‌طور گسترده در صنعت ساختمان استفاده می‌شود، معمولاً از فسفوژیپس استفاده نمی‌شود، اما به دلیل رادیواکتیویته ضعیف آن که ناشی از حضور طبیعی اورانیوم (U) و توریم (Th) است، به‌طور نامحدود ذخیره می‌شود.
فسفوژیپس شامل چندین جزء ارزشمند از جمله سولفات‌های کلسیم و عناصری مانند سیلیکون، آهن، تیتانیوم، منیزیم، آلومینیوم و منگنز است. با این حال، ذخیره‌سازی طولانی مدت فسفوژیپسوم بحث‌برانگیز است. در هر تن اسید فسفریک حدود پنج تن فسفوژیپس تولید می‌شود. تخمین زده می‌شود که سالانه تولید فسفوژیپس در سرتاسر جهان ۱۰۰ تا ۲۸۰ میلیون تن باشد.